# شکارچی (صورت فلکی)
پیکرهٔ آسمانی یا صورت فلکی شکارچی (شکارگر) (در قدیم بزرگ‌منش)، اوریون، و جبار در عربی، (به انگلیسی: Orion)، یک صورت فلکی است که روی استوای آسمانی (استوای سماوی) قرار گرفته و بنابراین نیمی از آن در نیم‌کره جنوبی آسمانی و نیم دیگر آن در نیم‌کرهٔ شمالی آسمان قرار دارد و از همهٔ نقاط زمین قابل دیدن است. (البته صورت‌های فلکی از نیمکره جنوبی؛ در مقایسه با مشاهدهٔ آن‌ها از نیمکره شمالی، سروته دیده می‌شوند). این پیکرهٔ آسمانی شاید شناخته‌شده‌ترین و زیباترین پیکرهٔ آسمانی در آسمان باشد. هیچ‌یک از صورت‌های فلکی دیگر به جز صورت فلکی عقرب (کژدم) تا این حد به نام خود شباهت ندارند. شکارچی شامل ستارگان درخشان بسیار است. ستاره‌های این صورت فلکی شباهت به یک شکارچی دارد که از هزارها سال پیش در جهان شناخته شده است. شکارچی سپری از پوست شیر در دست و گرزی در دست دیگر دارد و در حال جنگ با گاو آسمانی یا ثور است درحالی‌که سگ‌های بزرگ و کوچک او پشت سرش هستند و خرگوش، شکار مورد علاقه‌اش زیر پایش است.
زمان رسیدن به نصف النهار: ۵ بهمن، مساحت: ۵۹۴ درجهٔ مربع.

## تاریخچه
اولین حکاکی شناخته شده از صورت فلکی شکارچی از ماقبل تاریخ (اوریگنیشن)، به وسیله عاج ماموت در غار حکاکی شده است. این تصویر در سال ۱۹۷۹ در غاری در دره آش در آلمان غربی یافت شد. باستان‌شناسان تخمین می‌زنند این حکاکی مربوط به ۳۲۰۰۰ تا ۳۸۰۰۰ سال پیش است. در فرهنگ‌های مختلف سرتاسر جهان، طرح‌های متفاوتی برای این صورت‌فلکی یافت می‌شود و همچنین افسانه‌های بسیاری با آن مرتبط است. جبار به عنوان یک نماد در دنیای مدرن استفاده می‌شود.

## پیرامون
این صورت فلکی در جنوب صورت فلکی ارابه‌ران و در شرق صورت فلکی دوپیکر قرار دارد. همچنین در شمال شرقی آن صورت فلکیٍ گاو قرار دارد.
دست‌ها و بالاتنه شکارچی در نیم کره شمالی حاوی یکی از پرنورترین ستاره‌ها به نام ابط‌الجوزا می‌باشد.
در نیم کره جنوبی که پایین‌تنه شکارچی در آن قرار دارد صوُر تک‌شاخ و نهنگ قرار دارد، در جنوب و جنوب غربی شکارچی خرگوش و سگ بزرگ قرار دارد و به همین دلیل شکارچی را شکارگر سگ می‌دانند.

در جنوب شرقی شکارچی نیز صورت فلکی جوی واقع است.

## پیدا کردن شکارچی در آسمان

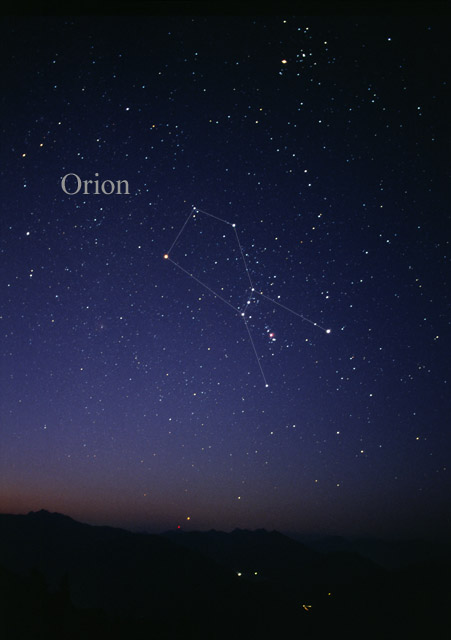
موقعیت و شکل صورت فلکی جبار (شکارچی)

صورت فلکی شکارچی [در نیمکره شمالی زمین] یک صورت فلکی زمستانه است: در بهار و تابستان روزها در آسمان است، و در نتیجه دیده نمی‌شود؛ و از اواخر پاییز تا اواخر زمستان از صبحگاه اوایل شهریور تا شامگاه اوایل اردیبهشت در آسمان شب قابل رؤیت است. (در حدود ساعت ۲۱ اوایل بهمن‌ماه به بهترین شکل دیده می‌شود، زیرا در این زمان تقریباً در اوج خود در آسمان قرار دارد) در این دو فصل سال، آن را می‌توان به راحتی در آسمان یافت:
گشتن به دنبال کمربند شکارچی آسان‌ترین راه پیدا کردن آن است. این کمربند شامل سه ستاره پرنور نزدیک به هم و در یک ردیف است، که به ترتیب از راست به چپ عبارتند از مِنطَقه، نِظام و نِطاق. زیر کمربند، شمشیر شکارچی [که در غلاف است] دیده می‌شود، که عبارت است از یک خط افقی از ستاره‌ها، که گویی سه ستارهٔ آن از بقیه پرنورترند، و پرنورترین‌شان نَیِّرُ السیف نام دارد، که پایین‌ترین ستاره است. در میان این سه ستارهٔ شمشیر، سحابی جبّار(M42 و M43) دیده می‌شود، که عبارت است از ابری از گاز و گَردِ بسیار، که شبیه یک گوی روشنِ قرمز یا نارنجی‌رنگ دیده می‌شود، و گاه برخی آن را به عنوان یکی از ۳ یا ۴ ستاره پرنور شمشیر می‌شمارند.
عمود بر کمربند، پرنورترین ستاره‌های این صورت فلکی دیده می‌شوند: دو ستاره، که ستاره آبی‌وسفیدرنگِ رِجْلُ الجبّار پایین-راست کمربند، و ستاره قرمزرنگ ابط الجوزا بالا-چپ آن است. این دو ستاره -به ترتیب- ۷مین و ۱۰مین ستاره درخشان آسمانند، و همراه با ستاره وسط کمربند تشکیل یک خط راست (با فاصله بیشتر از هم) را می‌دهند. «ابط الجوزا» همراه با دو ستاره ناجذ و هَقعه (یا مَیْسان سر و شانه‌های شکارچی را تشکیل می‌دهند، و «رِجلُ‌الجبار» همراه با ستارهٔ سیف دو پای او را می‌سازند. زیر رِجل‌الجبار ستاره دیگری قرار دارد، که زانوی راست اوست.
مجموعه‌ای از پنج ستاره که بالاتر از ابط الجوزا قرار دارند، ستارگان گرز هستند که نمایان‌گر گرزی در دست راست شکارچی است. سمت راست ناجذ هم -اندکی با فاصله- حدود ۱۰ ستاره نسبتاً کوچک‌تر تقریباً به شکل هلالی قرار دارند، که سپر یا کمان یا طعمه شکارچی (یک شیر یا پوست شیر) است، و از این میان ۳ ستاره‌اش اندکی پرنورترند.

## ستاره‌ها

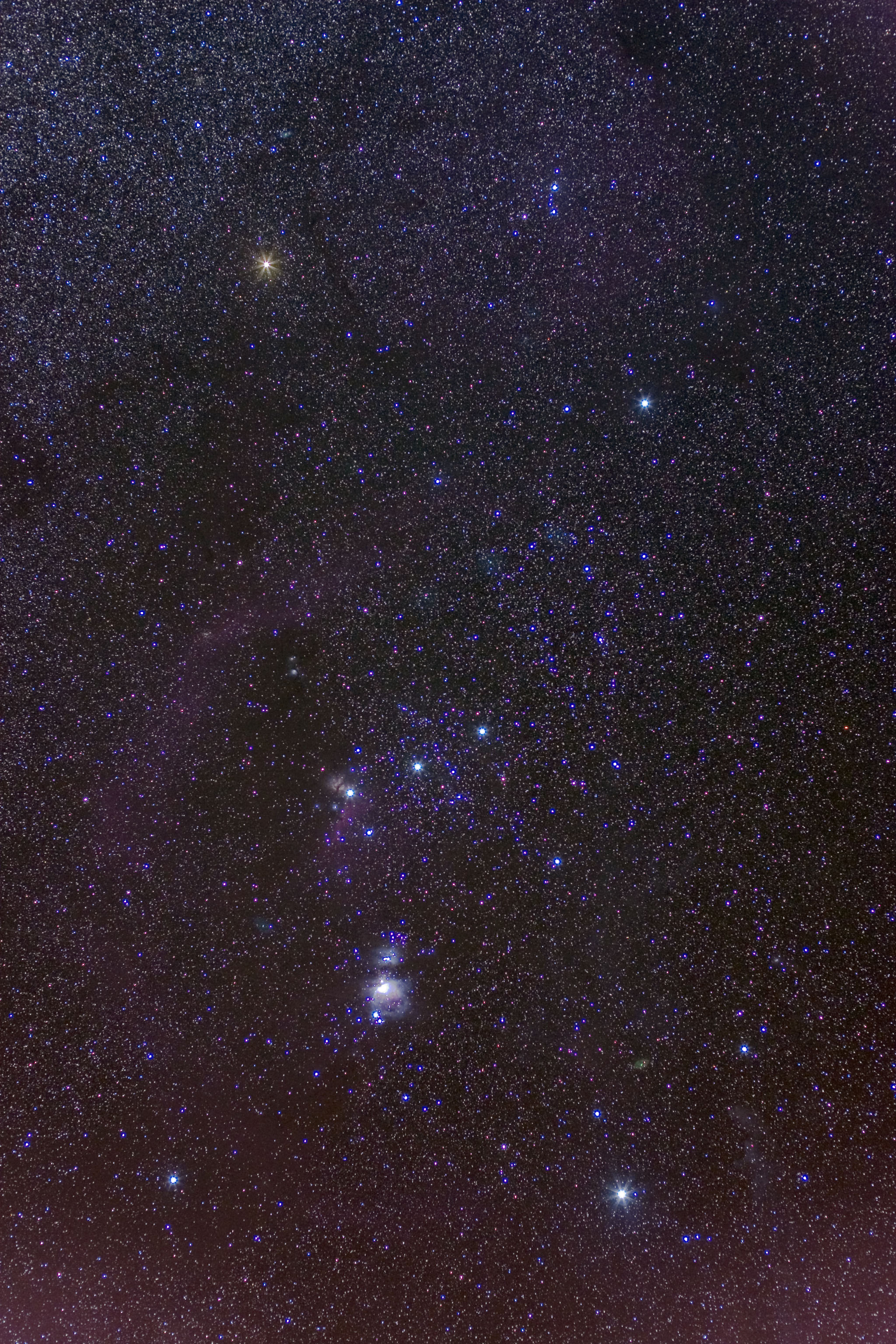
ستاره‌های صورت فلکی شکارچی

رجل الجبار و ابط‌الجوزا دو ستاره پر فروغ این صورت‌اند. رجل الجبار هفتمین ستاره پر نور آسمان از لحاظ روشنی ظاهری است. در واقع این ستاره درخشنده‌ترین ستارهٔ کهکشان ماست. هر گاه رجل الجبار به فاصله خورشید از زمین بود و نه پانصد سال نوری، ۴۰ هزار مرتبه روشن‌تر از خورشید به نظر می‌آمد. رجل واژه‌ای عربی به معنای پا، پای شکارچی را مشخص می‌کند. ابط الجوزا به رنگ نارنجی روشن، زیر بغل شکارچی را مشخص می‌کند و به دلایل چند متمایز است. این ستاره نخستین ستاره‌ای بود که قطر آن از طریق اندازه‌گیری مستقیم با استفاده از وسیله‌ای به نام تداخل‌سنج تابه‌ای به‌دست آمد. یکی از بزرگ‌ترین ستاره‌های شناخته شده است و قطر آن تقریباً ۵۰۰ برابر قطر خورشید است. مدار زمین تماماً در دل این ستاره جای می‌گیرد. این ستاره به خاطر تغییر پیوسته‌ای که در قطرش صورت می‌گیرد شایان توجه است. قطر آن همچون بادکنکی که پر و خالی شود متناوباً افزایش و کاهش می‌یابد.
میان ابط‌الجوزا و رجل‌الجبار سه ستاره است، سه ستاره از قدر دوم به فاصله مساوی از هم که کمربند جبار را مشخص می‌سازد. شئی بسیار قابل توجهی در شمشیر شکارچی وجود دارد. در آن جا چشم برهنه ستاره محو ابر مانندی را مشاهده می‌کند. مطالعه دقیق تر نشان می‌دهد که این جسم سحابی جبار است: توده عظیمی از گاز و غبار که در حالت انگیزش دائمی است و جرم آن به ۱۰۰۰۰ برابر خورشید برآورد می‌شود. این سحابی بر اثر نور ستاره تتا-شکارچی که در نزدیکی مرکز این ابر وسیع قرار دارد دیده می‌شود. تتا-شکارچی در واقع ستاره‌ای چهارگانه است. چهار ستاره که ذوزنقه ای می‌سازند.
| نام بایر                | نام                                              | ترجمه نام                                                  | نام انگلیسی                                       |
| ----------------------- | ------------------------------------------------ | ---------------------------------------------------------- | ------------------------------------------------- |
| آلفا شکارچی (α Ori)     | اِبْطُ الجوزا (ابط الجوزاء)                         | زیر بغل جوزا                                               | Betelgeuse (یا Betelgeuze, Betelgeux)             |
| آلفا شکارچی (α Ori)     | یَدُ الجوزاء (الید الیمنی الجوزا)                  | دست [راست] جوزا                                            | Betelgeuse (یا Betelgeuze, Betelgeux)             |
| آلفا شکارچی (α Ori)     | مَنکِبُ الجوزا (منکب الجبار)                        | شانه/دوش/کتف [مرد] غول‌پیکر                                 | Mankib, Al Mankib                                 |
| آلفا شکارچی (α Ori)     | ذراع الجوزا                                      | آرنج/بازوی جوزا                                            |                                                   |
| بتا شکارچی (β Ori)      | رِجْلُ الجبّار یا رجل الجوزاء [الیُسری] یا قَدَمُ الجبّار | پای [چپ] مرد غول‌پیکر                                       | Rigel (یا Algebar, Elgebar)                       |
| گاما شکارچی (γ Ori)     | ناجِذ (نافِذ)                                      | دندان عقل                                                  | Bellatrix, Al Najid                               |
| گاما شکارچی (γ Ori)     | ناجِد                                             | غالب، یاری دهنده                                           | Al Najid (از نظر معنایی: Amazon Star, Warrioress) |
| گاما شکارچی (γ Ori)     | مِرزَم یا جرزم جوزا                                |                                                            |                                                   |
| دلتا شکارچی (δ Ori)     | مِنطَقه                                            | کمربندِ [شکارچی]                                            | Mintaka (یا Mentaka, Mintika)                     |
| اپسیلون شکارچی (ε Ori)  | نِظام                                             | رشته و نخ میان مرواریدها                                   | Alnilam(یا Alnihan and Alnitam)                   |
| زتا شکارچی (ζ Ori)      | نِطاق                                             | تسمه میان‌بندِ [شکارچی]، کمربند                              | Alnitak (یا Al Nitak or Alnitah)                  |
| اتا شکارچی (η Ori)      | سیف الجبار                                       | شمشیرِ [مردِ] غول‌پیکر                                        | Saif al Jabbar (یا Algiebba, Algjebbah)           |
| آیوتا شکارچی (ι Ori)    | نَیِّرُ السیف یا نائر السیف                          | ستاره روشنِ/درخشانِ شمشیر                                    | Hatsya, Na'ir al Saif                             |
| کاپا شکارچی (κ Ori)     | سیف                                              | شمشیرِ [شکارچی]                                             | Saiph                                             |
| لاندا شکارچی (λ Ori)    | مَیْسان                                            | درخشان/تابناک                                              | Meissa                                            |
| لاندا شکارچی (λ Ori)    | هَقعه                                             | لکه سفیدِ پیش سینه اسب، نقطه سفیدِ پهلوی [چپ] برخی چهارپایان | Heka                                              |
| لاندا شکارچی (λ Ori)    | رَأس الجبار یا رأس الجوزاء                        | سرِ [مردِ] غول‌پیکر                                           |                                                   |
| اوپسیلون شکارچی (υ Ori) | ثابت                                             | دارای ثبات                                                 | Thabit, Tabit                                     |
| پی۳ شکارچی (π3 Ori)     | ثابت                                             | استوار، پایدار                                             | Tabit, Hassaleh                                   |

## یافتن ستارگان معروف صور فلکی مجاور به کمک شکارچی

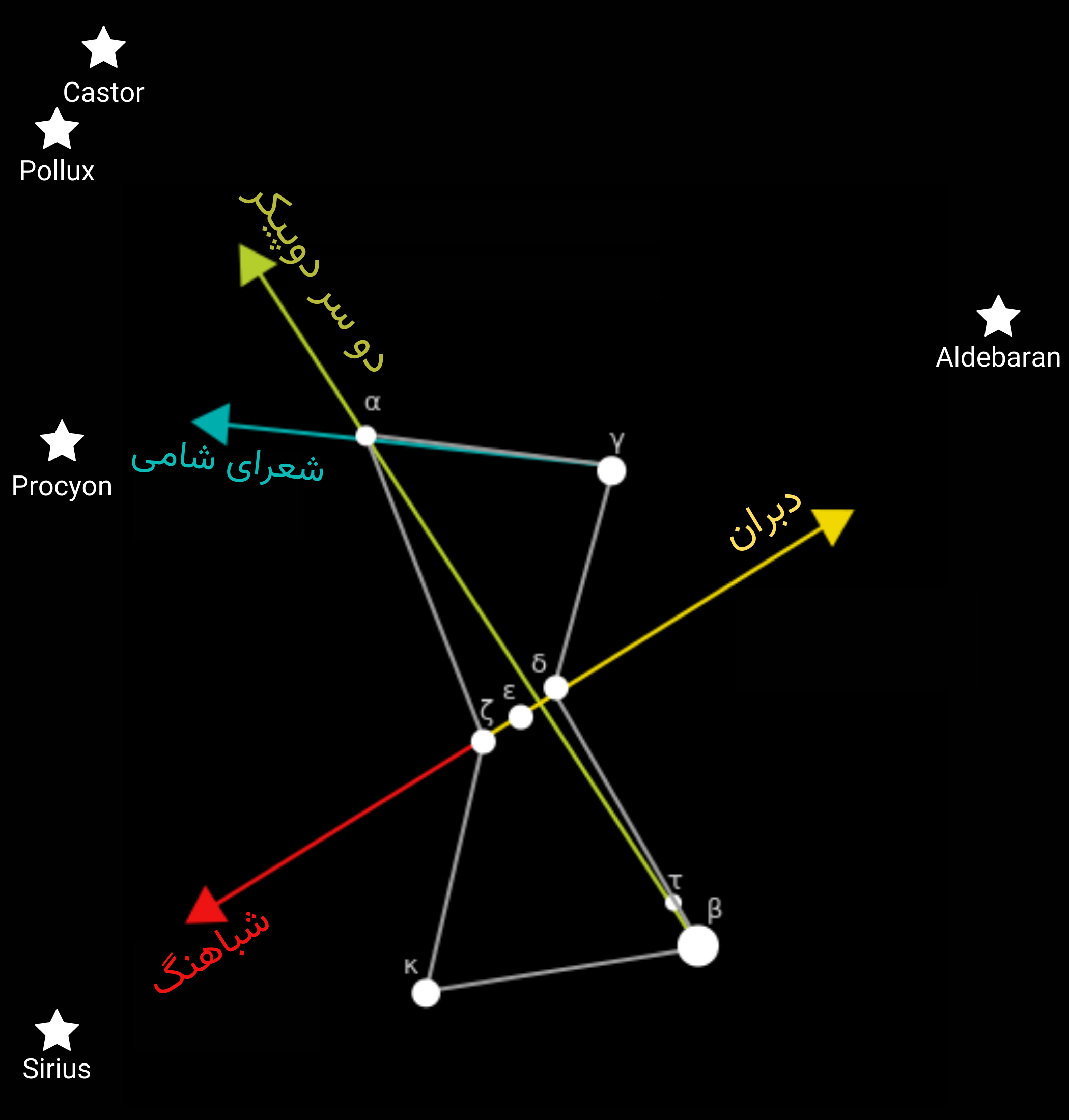
یافتن ستارگان صورفلکی مجاور به کمک صورت فلکی جبار

صورت فلکی شکارچی برای پیداکردن موقعیت تقریبی ستارگان دیگر بسیار مفید است.
- با امتداد کمربند جبار به سمت جنوب شرقی به ستارهٔ معروف شباهنگ یا شعرای یمانی (Sirius یا آلفای سگ بزرگ) می‌رسید. با امتداد کمربند جبار به سمت مخالف (شمال غربی) می‌توانید ستارهٔ دبران (Aldebaran یا آلفای گاو) را بیابید.
- با امتداد شانه‌های جبار به سمت شرق (مخالف جهت کمان) به ستاره شعرای شامی (Procyon یا آلفای سگ کوچک) می‌رسید.
- با امتداد قطر صورت فلکی جبار از پای شکارچی (Rigel) به سمت ابط‌الجوزا (Betelgeuse) می‌توان دو سر صورت فلکی دوپیکر یعنی ستارگان سرپیشین (Castor یا بتای دوپیکر) و سرپسین (Pollux یا آلفای دوپیکر) را یافت.

همچنین ستاره پای شکارچی بخشی از صورتواره شش‌ضلعی زمستانی است. افزون بر این ستاره، ستارگان شباهنگ و شعرای شامی نیز بخش‌های دیگر این صورتواره هستند.

## جهت‌یابی به کمک شکارچی
۱- کمربند شکارچی بسیار نزدیک به شرق طلوع می‌کند، و بسیار نزدیک به غرب غروب می‌نماید؛ به این دلیل که دقیقاً در آسمان بالای خط استوا قرار دارد. اگر بخواهیم خیلی دقیق باشیم، ستاره سمت راستِ کمربند شکارچی (ستاره مِنطَقه)، هر جای جهان باشید (صرف نظر از عرض جغرافیاییِ ناظر)، همواره با فاصله کمتر از یک درجه از شرق واقعی طلوع می‌کند، و با فاصله کمتر از یک درجه از غرب واقعی غروب می‌نماید. این ستاره اولین ستاره کمربند است که طلوع می‌کند، و نیز اولین ستاره کمربند است که غروب می‌نماید.
شکارچی هنگام طلوع، حالت افقی (خوابیده) دارد، و وقتی بالا می‌آید، کم‌کم می‌چرخد، و در اوج خود به حالت عمودی (ایستاده) تبدیل می‌شود، و وقتی به سمت غرب فرود می‌آید، دوباره کم‌کم به حالت افقی در می‌آید (البته در جهت عکس). این صورت فلکی نیز مانند هر ستاره‌ای در آسمان، در اوج خود، دقیقاً در جنوب قرار دارد. کمربند شکارچی از سمت مِنطقه به سمت نِطاق، جهت غرب به شرق را نشان می‌دهد.
۲- شمشیر شکارچی، به طرف جنوب اشاره می‌کند (و سمت[نوک مثلث شامل] سر و بازوهای شکارچی به طرف شمال اشاره می‌نماید). البته این علامت وقتی شکارچی به حالت ایستاده نیست (یعنی وقتی در آسمان پایین‌تر است)، از دقت کمتری برخوردار است؛ و وقتی شمشیر عمودی است، دقیق‌تر است. دلیل آن این است که -چنان‌که گفتیم- این صورت فلکی از شرق طلوع می‌کند و در غرب غروب می‌نماید؛ و وقتی نزدیک‌تر به افق است (یعنی نزدیک‌تر به شرق یا غرب است)، این شمشیر نیز نزدیک‌تر به جهتِ -به ترتیب- شرق یا غرب را نشان می‌دهد. طبعاً غیردقیق‌ترین حالت، خودِ زمان طلوع و غروب است.
البته از آن‌جا که این صورت فلکی در تمام فصول قابل رؤیت نیست، نمی‌تواند به عنوان نشانه دائمی برای جهت‌یابی مورد استفاده قرار گیرد.

## شکل‌های تصور شده از شکارچی

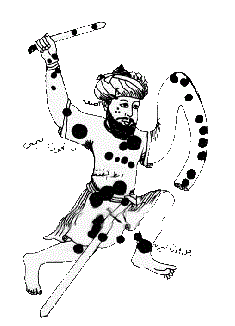
تشریح صورت فلکی شکارچی در کتاب صورالکواکب از دانشمند ایرانی قرن سوم هجری، عبدالرحمان صوفی رازی.

در دهه‌های گذشته در این صورت فلکی تصاویر دیگر را -علاوه بر شکارچی- تصور کرده‌اند؛ مثلاً سه ستاره کمربند همراه با سه ستاره شمشیر، به علاوه ستاره زانوی شکارچی تشکیل یک بادبادک یا علامت سؤال را می‌دهند؛ که دنباله بادبادکیِ آن (دم بادبادک) یا نقطهٔ علامت سؤال، همان شمشیرِ شکارچی است، و جنوب را نشان می‌دهد.
همچنین ستاره‌های کمربند به علاوه دو ستاره بزرگ بالا (ابط‌الجوزا و ناجذ) و دو ستاره بزرگ پایینش (رِجل‌الجوزا و سیف) با یکدیگر تشکیل یک ساعت شنی را می‌دهند، که کمربند شکارچی، گذرگاه میانی باریک ساعت شنی است. اگر همین ستاره‌ها را با ستاره «هقعه» با هم در نظر بگیرید، یک بادبادک بزرگ‌تر تشکیل می‌شود.

## شکارچی در افسانه‌ها، و نام‌های صورت فلکی
در اساطیر، اوریون(Orion) یک شکارچی قوی‌هیکل و غول‌پیکر بود که هفت‌خواهران (خوشه پروین) را تعقیب می‌کرد، و سرانجام توسط آرتمیس (الهه ماه و شکار) کشته شد؛ و به عنوان یک صورت فلکی در آسمان قرار داده شد. نام عربی این صورت فلکی «جبّار» به معنای «تنومند و غول‌آسا» است؛ و نامی که در دهه‌های اخیر در فارسی به کار می‌رود، شکارچی است؛ چنان‌که در انگلیسی هم علاوه بر اوریون، به آن Hunter(شکارگر) گفته می‌شود.

## نگارخانه

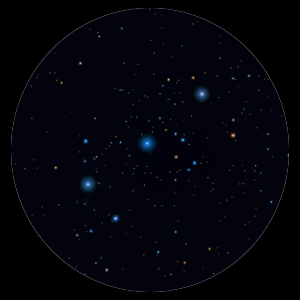

## اجرام عمقی آسمان
- مسیه ۴۳
- مسیه ۷۸
- ان‌جی‌سی ۱۷۸۸
- ان‌جی‌سی ۲۱۷۴
- حلقه برنارد